# Румлу
Румлу́ (азерб. روملو Rumlu или روملو ائلی Rumlu eli) — одно из крупнейших кызылбашских племён. Племя румлу было в числе первых семи тюркских племён Анатолии и Азербайджана, принявших учение и власть шейхов ордена Сефевие.

## История
В отличие от большинства кочевых и полукочевых кызылбашских племён, племя румлу было составлено в значительной степени из различных туркоманских родов и оймаков, перешедших на оседлость в области Сиваса и Амасии. Вероятно, шиизм был распространён среди родов румлу и до принятия ими учения сефевидских шейхов. Само племя также вероятнее всего было организовано уже в то время, когда туркоманские оймаки Сиваса и Амасьи уже перешли на службу к Сефевидам. По месту своего изначального проживания, в центральной части Анатолии новообразованное племя получило название «румлу» (от слова Рум — Рим в вост. традициях). Румлу наравне с другими семью кызылбашскими племенами составили первоначально основную ударную силу ордена Сефевидов. Выходцы из этого племени занимали высокие государственные и военные должности в Сефевидском государстве, являясь «столпами державы». Глава племени Див-султан Румлу при шахе Исмаиле I, занимал должность амир-аль-умара, то есть главнокомандующего кызылбашским войском.
Племя было расформировано в результате реформ шаха Аббаса I практически всем составом, и внесено в состав шахской гвардии шахсеванов.